# Філія «Бессарабська» (Нібулон)
Філія «Бессарабська» — річковий портовий термінал, що розташований у місті Ізмаїл, належить сільськогосподарській компанії «Нібулон». В умовах блокади чорноморських портів філія є основним каналом експорту компанії: у першому кварталі 2023 року 64% зернових було експортовано через ізмаїльський термінал. Філія забезпечує перевалку зернових з автомобільного та залізничного транспорту на річковий, яким далі вантажі транспортуються переважно до морського порту Констанца.

## Історія
З початком повномасштабного вторгнення Росії в Україну на початку 2022 року чорномоські порти було заблоковано; за таких умов компанії довелось шукати нові шляхи транспортування зернових вантажів на зовнішні ринки. Перші постачання почали здійснюватись залізничним транспортом на Констанцу, а також до Польщі та Угорщини, але різниця ширини колії призводила до утворення величезних черг на кордоні. Враховуючи, що «Нібулон» — компанія переважно орієнтована на річковий транспорт, такий підхід до логістики було вважано неефективним.
З кінця березня 2022 року група спеціалістів виїздила ознайомлюватися з можливостями будівництва нового терміналу на Дунаї з метою створення стабільного та прогнозованого каналу експорту. Регіон було вивчено з урахуванням досвіду компанії на річках Дніпро та Південний Буг і було ухвалено рішення розвивати такий проєкт. Серед можливих локацій розглядались Ренійський та Ізмаїльський порти, з яких було обрано останній.
15 квітня 2022 року Ізмаїльською міською радою було вирішено надати дозвіл ТОВ СП «Нібулон» на розробку проєкту землеустрою щодо відведення земельної ділянки в оренду терміном на 49 років для будівництва та експлуатації річкового порту (терміналу).
Будівництво річкового терміналу почалось у червні 2022 року. Термінал запрацював 15 вересня, того ж дня було завантажено першу баржу. У жовтні було повідомлено про завершення першої черги будівництва.
На початку 2023 року було проведено процедуру передислокації флоту з Миколаєва, яка передбачала розбирання плавзасобів, перевезення їх суходолом на Дунай і подальше збирання на філії «Бессарабська». Усього таким чином вдалося перевезти 2 портові буксири «Нібулон-12» та «Нібулон-14», буксири «Нібулон-3» та «Нібулон-11» та дві вантажно-розвантажувальні машини Terex Fuchs MHL 385.
У першій половині 2023 року введено в експлуатацію автоматизовану лінію вивантаження з вагонів та побудовані додаткові ємності для прийняття зернової продукції із залізничного транспорту в період непогоди. Завдяки новій лінії обсяги вивантаження на філії «Бессарабська» збільшено до 60 вагонів на добу.
26 квітня 2023 року під час візиту до дунайських портів філію «Бессарабську» відвідали віцепрем’єр-міністр з відновлення України Олександр Кубраков з міжнародною делегацією, до складу якої увійшли Надзвичайний і Повноважний Посол США Бріджит Брінк, директор місії USAID в Україні Джим Хоуп, Генеральний директор секретаріату Дунайської комісії Манфред Зайтц і представник Генерального директорату мобільності та транспорту Європейської комісії Алан Барон. Під час свого перебування у порту Ізмаїл, Бріджит Брінк мала зустріч із начальником Ізмаїльської філії ДП АМПУ Олександром Істоміним і заступником генерального директора ТОВ СП «Нібулон» по взаємодії з органами влади Михайлом Різаком; темою розмови стала спільна ініціатива «Нібулону» та USAID з розширення порту та збільшення його пропускної спроможності. Михайло Різак ознайомив делегацію з потужностями перевантажувального термінала та логістичною інфраструктурою, а також представив плани «Нібулону» з подальшого розвитку філії. Було зазначено, що на квітень 2023 року рекорд філії по відвантаженню склав 170 тисяч тонн зернових на місяць, у той час як її потенціал є значно вищим і сягає 300 тисяч тонн. Для його реалізації розглядається можливість побудови на локації повноцінного елеватора, розрахованого на одночасне зберігання 118,5 тисяч тонн зернових, і високотехнологічного млина потужністю 750 тонн на день. На думку представника компанії млин зможе працювати як на потреби внутрішнього споживача в Україні, так і слугувати інтересам Всесвітньої продовольчої програми ООН. На цей час ВПП ООН користується переробними потужностями Туреччини, спрямовуючи туди українське збіжжя зерновим коридором — замість цього пропонується транспортувати з України вже готові борошно, висівки та інші продукти обробки зернових. Підкреслено, що для реалізації цієї мети необхідне розширення пропускної здатності залізничної інфраструктури в регіоні.
В середині червня 2023 року філія «Бессарабська» впровадила електронну чергу для автотранспорту для полегшення та прискорення процесу приймання продукції від постачальників.
30 червня 2023 року пресслужба «Нібулону» повідомила, що Експортно-інвестиційний фонд Данії (EIFO) інвестує близько 27 млн євро в побудову елеватора та млина на території філії. Очікується, що будівництво нових виробничих потужностей дозволить збільшити кількість робочих місць у регіоні на 100 фахівців.

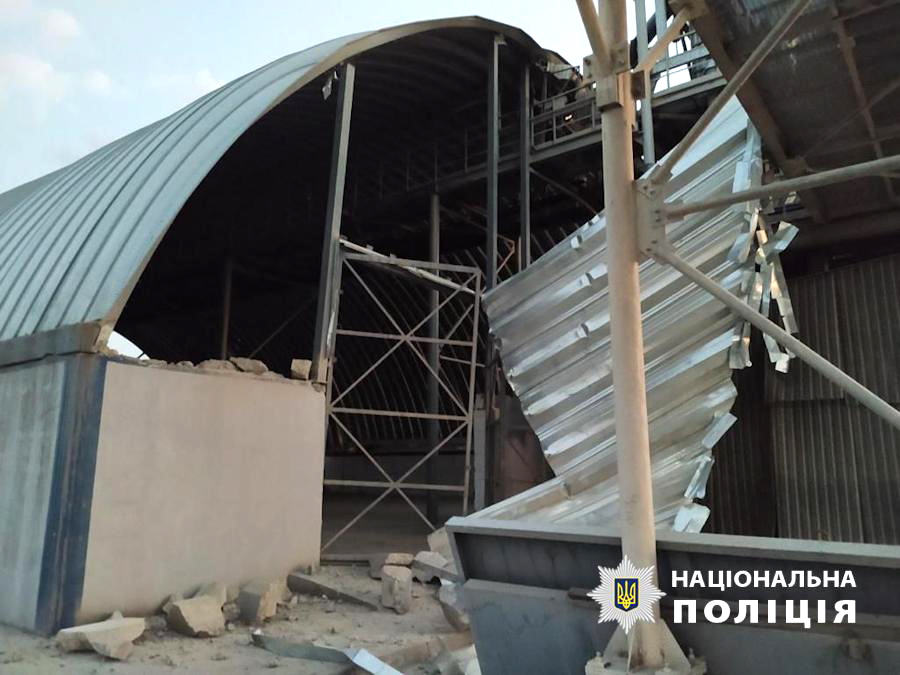
Пошкоджене зерносховище на території підприємства

У ніч проти 23 серпня 2023 року філія «Бессарабська» зазнала атаки дронами Збройних сил Російської Федерації, внаслідок якої пошкоджено складські приміщення. Працівники підприємства переховувались у спеціально облаштованих бомбосховищах, завдяки чому ніхто не постраждав. Робочі процеси на підприємстві поновили того ж дня у штатному режимі та повною мірою.
У 2023 році філію посилили двома перевантажувачами Liebherr, які дозволили додатково перевантажувати до 1000 тонн збіжжя на годину, а також можуть використовуватись в інших логістичних моделях компанії.

## Виробничі потужності
Наявні два плавучих причали, обладнаних вантажно-розвантажувальними машинами Terex Fuchs MHL 385. Працює два перевантажувача Liebherr, які дозволяють перевантажувати до 1000 тонн збіжжя на годину.На території підприємства розташоване зерносховище вмістимостю 9 тисяч тонн, інтегроване у систему конвеєрних транспортерів. Працює автоматизована лінія вивантаження з вагонів потужністю до 60 вагонів на добу та обладнана ємностями для тимчасового зберігання зерна вмістимостю 2 тисячі тонн.

### Флот
Портові буксири:
- Нібулон-12
- Нібулон-14

Буксири-штовхачі:
- Нібулон-3
- Нібулон-11[15]